# Senčni Graben, Šmohor - Preseško jezero
Senčni Graben (nemško Schinzengraben) je naselje občine Šmohor - Preseško jezero v okraju Šmohor na Koroškem v Avstriji.